# Pulicella aenigma
Pulicella aenigma är en loppart som beskrevs av Lewis et Cheetham 1988. Pulicella aenigma ingår i släktet Pulicella och familjen husloppor. Inga underarter finns listade i Catalogue of Life.